# Korova Milky Bar (wersja anglojęzyczna)
Korova Milky Bar – album zespołu Myslovitz, wydany w 2003 roku. Zawiera prawie wszystkie utwory ze swojej polskiej wersji (oprócz piosenek "Siódmy koktajl" i "Nigdy nie znajdziesz sobie przyjaciół jeśli nie będziesz taki jak wszyscy") plus anglojęzyczne wersje starszych przebojów: "Chłopcy", "Dla ciebie", "My" i "Długość dźwięku samotności". Ten ostatni w anglojęzycznej wersji pt. "Sound of solitude" był pierwszym singlem z tej płyty.

## Lista utworów
| #   | Tytuł                                 | Długość |
| --- | ------------------------------------- | ------- |
| 1.  | "Man of Glass"                        | 4:47    |
| 2.  | "Dreamsellers"                        | 3:55    |
| 3.  | "Sound of Solitude"                   | 4:04    |
| 4.  | "Acidland"                            | 4:12    |
| 5.  | "Townboys"                            | 4:07    |
| 6.  | "Korova Milky Bar"                    | 3:02    |
| 7.  | "The Melancholy Tower"                | 5:14    |
| 8.  | "A Few Mistakes Made by Good Parents" | 3:57    |
| 9.  | "Behind Closed Eyes"                  | 3:28    |
| 10. | "For You"                             | 3:40    |
| 11. | "Throughout Life in 10 Seconds"       | 5:13    |
| 12. | "Us"                                  | 3:22    |
| 13. | "I'd Like to Die of Love"             | 6:44    |
| 14. | "Postcard from an Airport"            | 5:46    |

## Skład
- Artur Rojek – wokal, gitara;
- Wojtek Kuderski – perkusja;
- Jacek Kuderski – gitara basowa, drugi wokal;
- Wojtek Powaga – gitara;
- Przemek Myszor – gitara, instrumenty klawiszowe;